# La Yerbabuena, Michoacán de Ocampo
La Yerbabuena är en ort i Mexiko.   Den ligger i kommunen Morelia och delstaten Michoacán de Ocampo, i den södra delen av landet, 240 km väster om huvudstaden Mexico City. La Yerbabuena ligger 2 138 meter över havet och antalet invånare är 231.
Terrängen runt La Yerbabuena är huvudsakligen kuperad, men åt sydväst är den bergig. Runt La Yerbabuena är det ganska tätbefolkat, med 52 invånare per kvadratkilometer. Närmaste större samhälle är Acuitzio del Canje, 5,3 km öster om La Yerbabuena. I omgivningarna runt La Yerbabuena växer huvudsakligen savannskog.